# Espéraza
Espéraza is een gemeente in het Franse departement Aude (regio Occitanie) en maakt deel uit van het arrondissement Limoux. Espéraza telde op 1 januari 2022 1.695 inwoners. In de gemeente ligt het spoorwegstation Espéraza.
Sinds de 20ste eeuw is Espéraza bekend door de ontdekking van fossiele beenderen en eieren van dinosaurussen. Dinosauria, het lokale museum, stelt deze fossielen tentoon, samen met levensgrote wederopgebouwde dinosaurussen.

## Geografie
De oppervlakte van Espéraza bedroeg op 1 januari 2022 10,52 vierkante kilometer; de bevolkingsdichtheid was toen 161,1 inwoners per km². De Aude stroomt door de gemeente.
De onderstaande kaart toont de ligging van Espéraza met de belangrijkste infrastructuur en aangrenzende gemeenten.

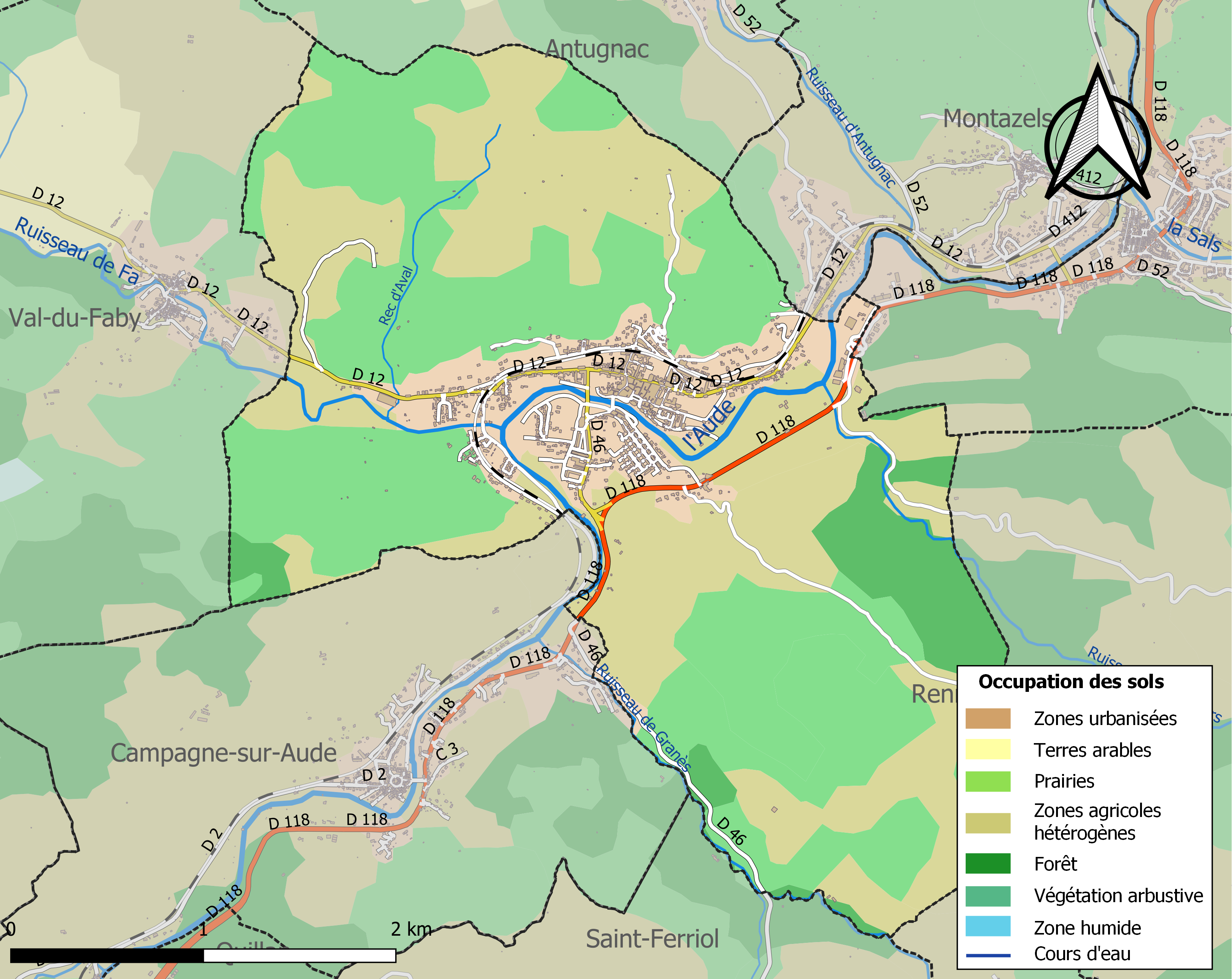

## Demografie
Onderstaande figuur toont het verloop van het inwonertal (bron: INSEE-tellingen).

Vanwege een beveiligingsprobleem met de MediaWiki Graph-software is het momenteel niet mogelijk deze grafiek weer te geven. Zodra de software is bijgewerkt zal de grafiek vanzelf weer zichtbaar worden.